# Cine Virrey
El Cine Virrey estava ubicat a la Plaça de Virrei Amat de Barcelona, i completava el conjunt de sales d'exhibició del barri de Santa Eulàlia amb els cinemes Astor i Diamante. Disposava de dos accessos, un de principal per la mateixa plaça, exclusiu per a platea, i un altre des del carrer de la Jota, per a platea i amfiteatre. Tenia una capacitat total de 1441 espectadors, distribuïts en 267 localitats d'amfiteatre i 1164 de platea.
Va entrar en funcionament la darrera setmana del desembre de 1958 amb un programa doble de Duel de titans i Las muchachas de azul. Generalment, acostumaven a projectar pel·lícules de reestrena en sessions dobles, acompanyades del NO-DO. Les pel·lícules que s'hi projectaven normalment formaven part del darrer cicle de reestrenes, després d'haver passat per una primera tanda, i un cop s'havien projectat al Virrey o bé desapareixien de l'escena barcelonina o bé es tornaven a projectar a altres cinemes de barri.
Va continuar amb la seva activitat fins al 1985, quan va haver de tancar les portes de resultes de la crisi generalitzada del sector. Posteriorment, abans de ser enderrocat per construir al solar unes galeries comercials i uns habitatges, encara va acollir alguna actuació esparsa i reunions de l'associació de veïns.